# Cmentarz katolicki w Wiskitkach
Cmentarz katolicki (parafialny) w Wiskitkach przy ul. Guzowskiej 31 – został założony w pierwszej połowie XIX wieku i jest cmentarzem czynnym. Ma powierzchnię ok. 0,8 ha i jest otoczony ogrodzeniem, niegdyś murowanym z cegły, obecnie betonowym. Główna brama cmentarna (zabytkowa) jest ozdobiona dwoma zwieńczeniami kamiennymi w formie baldachimów.
Naprzeciw bramy głównej znajduje się kaplica grobowa hrabiów Łubieńskich i Sobańskich pw. św. Feliksa de Valois i św. Maksymiliana Kolbe, z ok. 1848 r. w stylu neoromańskim. Nad wejściem do kaplicy (ozdobionym herbem rodu Łubieńskich) zbudowana jest wieżyczka z dzwonem. Kaplica, zniszczona i sprofanowana po ostatniej wojnie, została z inicjatywy hr. Michała Sobańskiego odremontowana w latach 2009–2016.
Na cmentarzu znajduje się grób zbiorowy żołnierzy Wojska Polskiego poległych 12 września 1939: ppłk. dypl. piech. Władysława Surackiego, kpt. dypl. piech. Janusza Chmielowskiego oraz strzelców Józefa Gorzalcha z 82 pp i Wincentego Zawadzkiego z 83 pp
Obok cmentarza, oddzielony od niego ul. Guzowską, znajduje się kaplica-dom przedpogrzebowy, zwany „Grabarką”, zbudowany w stylu neoromańskim, z wieżyczką z dzwonem oraz ozdobną niszą, mieszczącą posąg Maryi. Zbudowana w 1898 r. na miejscu drewnianego kościoła św. Wawrzyńca, który uległ zniszczeniu pod koniec XVIII wieku. „Grabarka” została odremontowana w latach 1978 i 2007.